# Максимов, Алексей Андреевич
Алексей Андреевич Максимов (22 сентября 1853, Наволок, Санкт-Петербургская губерния — 20 августа 1908, Севастополь, Таврическая губерния) — российский государственный деятель и меценат. Городской голова Севастополя (1901—1908). Основатель усадьбы «Максимова дача». Почётный гражданин города Севастополя.

## Биография

### Ранние годы
Родился 22 сентября 1853 года в деревне Большой Наволок Лужского уезда Петербургской губернии в многодетной семье крепостных. Со временем семья перешла в купеческое сословие и занималась продажей форели, в том числе и для императорского стола. Его отец Андрей Максимов работал волостным писарем в течение 24 лет, имел серебряную медаль с надписью «За усердную службу» на аннинской ленте, был женат на Февронии Яковлеве. На деньги семьи в деревне была построена часовня и больница.
Алексей Максимов начал трудовую деятельность в Николаеве, где работал чернорабочим, десятником и подрядчиком.
Женился на Апполинарии Сергеевне — младшей дочери Санкт-Петербургского купца 1-й гильдии, судостроителя и мецената Сергея Лупповича Кундышева-Володина. В 1870-х года семья переехала в Севастополь.

### Жизнь в Севастополе
После отмены условий Парижского мирного договора, Максимов в Севастополе вложил средства, полученные в качестве приданного, в строительство Александровского и Алексеевских доков, дома главного командира Черноморского флота и военно-морского музея. Порядка 27 тысяч рублей пожертвовал на постройку больничной церкви. На его деньги также был восстановлен Храм Рождества Христова в Георгиевском монастыре.

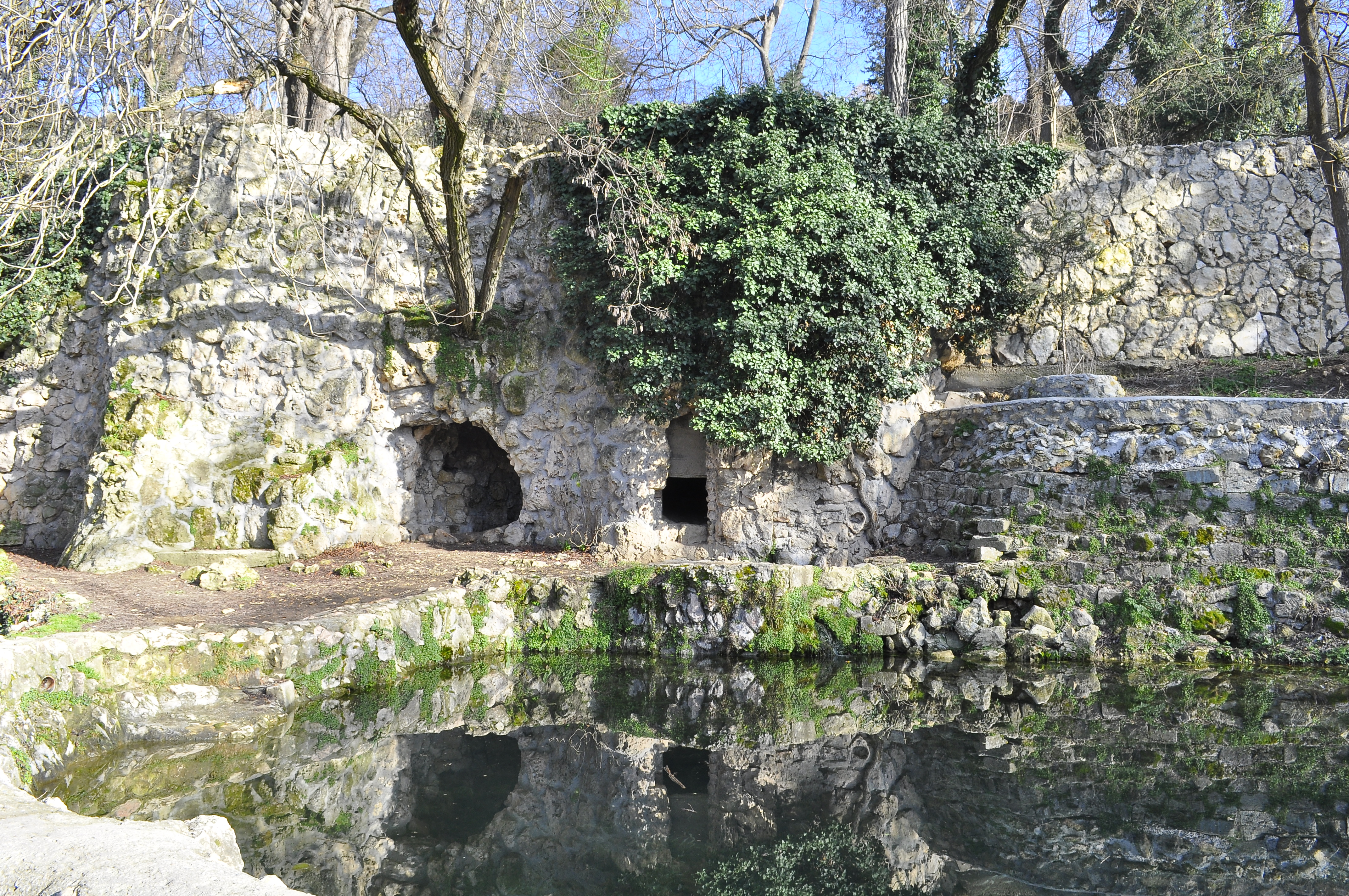
Максимова дача

Выстроил в Хомутовой балке усадебный комплекс с парком по проекту архитектора Валентина Фельдмана, который получил название «Максимова дача». Максимовы в Севастополе владели тремя домами, а проживали в доме № 2 по Пушкинскому переулку (до наших дней не сохранился).
Также он помогал больнице, снабжал Севастопольскую тюрьму продуктами, выдавал беспроцентные кредиты малоимущим для постройки домов и оплачивал обучение в Европе детям из таких семей.
Имел статус купца 1-й гильдии и стал потомственным почётным гражданином Севастополя. Являлся членом попечительского совета женской гимназии и наблюдательного комитета севастопольского общества взаимного страхования, председателем воинского присутствия по призыву новобранцев и попечителем Константиновского реального училища.
С 1901 по 1908 год являлся городским головой Севастополя, избираясь дважды на этот пост городской думой. Входил в строительную комиссию по сооружению памятников, посвящённой Крымской войне.

### Восстание 1905 года и смерть

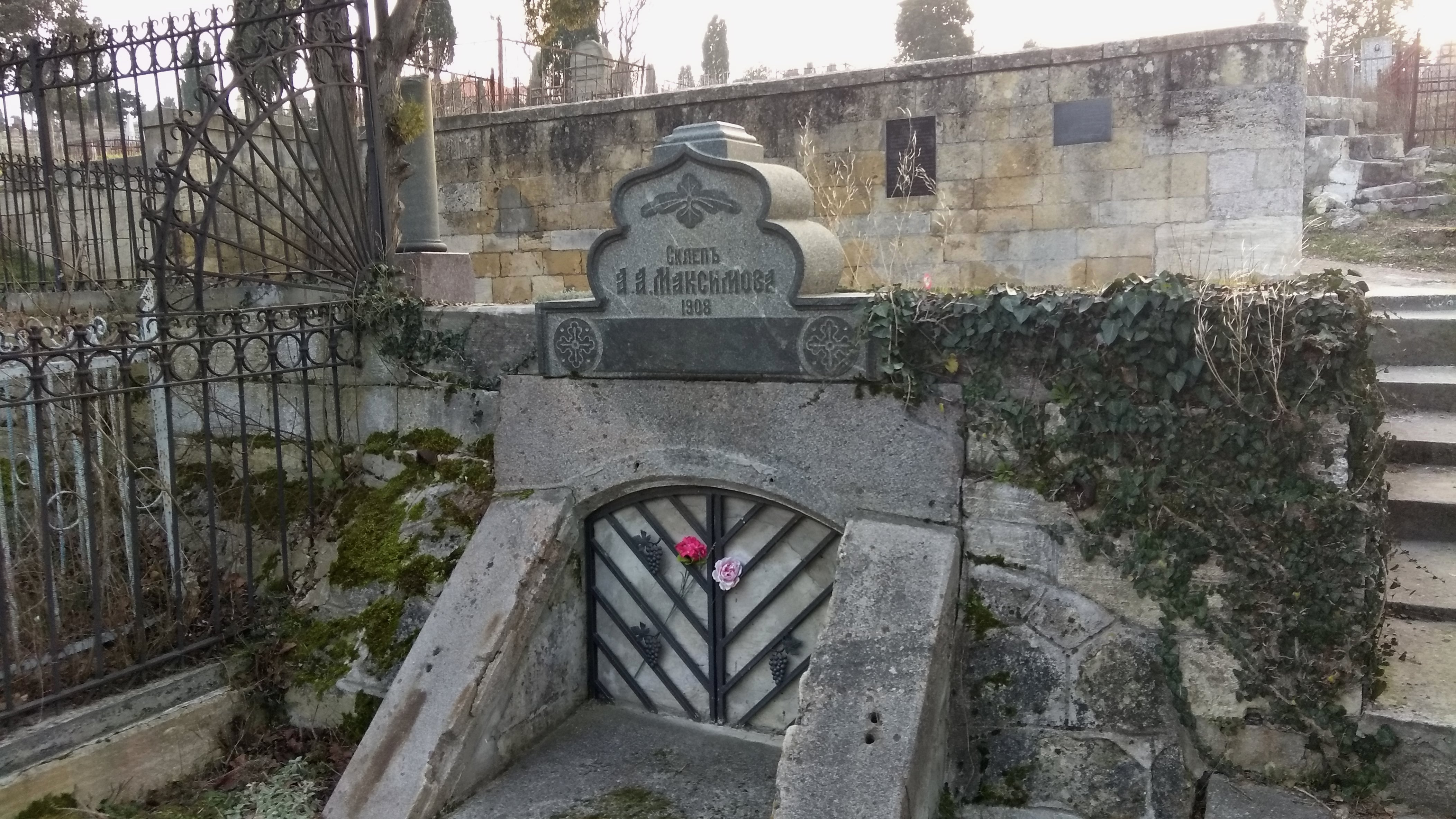
Склеп

Во время Севастопольского восстания 1905 года встал на сторону Петра Шмидта. Позволил ему выступить на заседании городской думы. Во время расстрела демонстрации возле тюремной площади находился вместе со Шмидтом. Участвовал в похоронах погибших и траурном митинге.
В 1908 году решением Министра внутренних дел Петра Столыпина городской голова Максимов был отстранён от должности за участие в событиях 1905 года.
Покончил жизнь самоубийством 20 августа 1908 году в Севастополе. Похоронен в семейном склепе на городском кладбище (улица Пожарова). После Великой Отечественной войны склеп был разграблен. По инициативе прихожан кладбищенской церкви 8 июня 2007 года состоялось перезахоронение останков Максимовых. В следующем году склеп вновь был вскрыт, а перезахоронение состоялось в мае 2008 года по инициативе Русской общины Севастополя.